# Margarete Steinborn
Margarete Steinborn (* 29. Juni 1893 in Berlin; † 15. Juli 1957 ebenda; gebürtig Margarete Preuß) war eine deutsche Filmeditorin.
Sie kam im Alter von 20 Jahren durch das französische Unternehmen Pathé zur Filmindustrie. Nach zwei Jahrzehnten Berufstätigkeit bei Berliner Filmproduktionsunternehmen avancierte sie 1934 zur Schnittmeisterin.
Margarete Steinborn arbeitete in den dreißiger Jahren für verschiedene Unternehmen und war für die Montage mehrerer Unterhaltungsfilme verantwortlich. Nach Kriegsende war sie zunächst für die DEFA tätig. Sie schnitt 1950 mit Schwarzwaldmädel den ersten bundesdeutschen Farbfilm, sowie weitere der für ihre Zeit typischen Heimatfilme.

## Filmografie
- 1934: Aether-Brettl
- 1934: Die bunte Platte
- 1935: Eine Nacht an der Donau
- 1936: Der Herr Papa
- 1936: Knigge und wir
- 1937: Die Hosenknöpf
- 1937: Die Posaune
- 1937: Ohne Fleiß kein Preis
- 1937: Der vertauschte Hund
- 1938: Geld fällt vom Himmel / Kleines Mädchen - Große Liebe
- 1938: Kriminalfall Erich Lemke
- 1939: Die hundert Mark sind weg
- 1939: Inspektor Warren wird bemüht
- 1939: Das Glück wohnt nebenan
- 1939: Drunter und drüber
- 1940: Der Herr im Haus
- 1939: Leinen aus Irland
- 1940: Der ungetreue Eckehart
- 1941: Sonntagskinder
- 1941: Alarm
- 1943: Ein Mann für meine Frau
- 1946: Freies Land
- 1949: Unser täglich Brot
- 1949: Die Brücke
- 1950: Schwarzwaldmädel
- 1950: Eine Nacht im Séparée
- 1951: Durch Dick und Dünn
- 1951: Unsterbliche Geliebte
- 1951: Johannes und die 13 Schönheitsköniginnen
- 1952: Das Land des Lächelns
- 1952: Am Brunnen vor dem Tore
- 1952: Mikosch rückt ein
- 1953: Wenn am Sonntagabend die Dorfmusik spielt
- 1953: Der keusche Josef
- 1954: Der treue Husar
- 1954: Der Zigeunerbaron
- 1954: Schützenliesel
- 1955: Das fröhliche Dorf
- 1956: Die Rosel vom Schwarzwald
- 1956: Die schöne Meisterin